# 费德里科·马蒂耶洛
费德里科·马蒂耶洛（義大利語：Federico Mattiello，1995年7月14日—），生于意大利卢卡省巴尔加，意大利足球运动员，司职中场，現時被意甲球隊亞特蘭大外借至史柏斯亞。

## 俱乐部生涯

### 早年
马蒂耶洛生于卢卡省的巴尔加，在博尔戈阿莫扎诺长大，父亲是福尔纳齐（Fornaci di Barga）当地的知名商人。马蒂耶洛在一家小俱乐部瓦尔多塔沃（Valdottavo）开始了足球生涯，后来加盟卢凯塞足球俱乐部青年队。他小时候也很有网球天赋，曾经和意大利国家队拿到一项13岁以下网球赛事的冠军。马蒂耶洛回忆称，14岁之前，他拿不定主意到底该踢足球还是打网球；不过，14岁那年，尤文图斯足球俱乐部青年队向他发来了邀请，他便不再犹豫，走上了踢足球的道路。在尤文图斯青年队期间，马蒂耶洛和队友捧起了2012-2013年青年意大利杯（Coppa Italia Primavera）。

### 尤文图斯
2014年3月，虽然仍属于尤文图斯青年队，但是马蒂耶洛却接连入选尤文图斯一线队征战意甲的大名单。第30轮对阵帕尔马、第31轮对阵那不勒斯，主教练安東尼奧·孔蒂都把他列入了大名单。不过，年轻的马蒂耶洛没有获得出场的机会。2014年夏天，马蒂耶洛签署了自己的第一份职业队合同，与尤文图斯签约至2017年6月。2014年11月9日，尤文图斯7比0大胜帕尔马的意甲比赛中，马蒂耶洛首次代表成年队在正式比赛亮相。他在第82分钟时替补克劳迪奥·马尔基西奥出场。2015年2月2日，意甲冬季转会期的最后一天，尤文图斯宣布将马蒂耶洛租给切沃，为期半个赛季。此前，马蒂耶洛在联赛中共出场两次。

### 切沃
2015年3月8日，意甲联赛切沃队主场与罗马队的比赛中，马蒂耶洛受了重伤。这场比赛的上半场，马蒂耶洛与罗马队中场球员拉德加·纳因格兰拼抢时，二人双双倒地。纳因格兰的身体压在了马蒂耶洛右腿小腿上，马蒂耶洛的小腿当即出现90度的弯折。马蒂耶洛被抬出场外送进医院。诊断结果是，他的胫骨和腓骨均已骨折。这是他第二次受到断腿的重伤。3月9日，切沃俱乐部宣布马蒂耶洛手术成功。他的恢复期预计达七个月。

## 国家队生涯
2010年10月，马蒂耶洛收到義大利16歲以下國家足球隊的征召，在10月12日首次代表意大利U16国家队出场。他共计代表意大利U16国家队出场6次，进球1个。2011年9月14日，他首次代表義大利17歲以下國家足球隊上场，那场比赛球队0比1输给了以色列。他代表意大利U17共计出场8次。2014年10月，他被召入義大利20歲以下國家足球隊，并在10月9日意大利1比2输给波兰的比赛中首次亮相。